# Turmhügel Lückenrieth
Der Turmhügel Lückenrieth ist eine abgegangene mittelalterliche Turmhügelburg (Motte) nordwestlich des Gemeindeteiles Lückenrieth des Oberpfälzer Marktes Leuchtenberg im Landkreis Neustadt an der Waldnaab in Bayern. 
Die Anlage wird als Bodendenkmal unter der Aktennummer D-3-6439-0021 als „verebneter mittelalterlicher Turmhügel“ geführt. 
Der Turmhügel befindet sich an einer Randhöhe in einem Garten hinter dem Anwesen Lückenrieth 4. Er liegt in der Nähe des Zusammenflusses des Wittschbaches und der Luhe. Er ist völlig eingeebnet, aufgehendes Mauerwerk ist heute nicht mehr vorhanden.